# Centre universitaire Dauphine
Le centre universitaire Dauphine, anciennement palais de l'OTAN, est l'ancien siège de l'Alliance atlantique et l'actuel siège de l'université Paris-Dauphine - PSL, situé porte Dauphine dans le 16e arrondissement de Paris.

## Géographie
L'entrée principale du centre universitaire Dauphine se trouve sur le côté sud-est de la place du Maréchal-de-Lattre-de-Tassigny, et est encadré par le boulevard Lannes à l'est, l'avenue de Pologne et le square Robert-Schuman au sud et l'avenue du Maréchal-Fayolle (qui longe le boulevard périphérique) à l'ouest.

## Historique
Le bâtiment en forme de A construit entre le 26 novembre 1955 et 1957 sur un terrain de 16 000 m2 dans un style monumental sur des plans de l’architecte Jacques Carlu (qui réalisa également le Palais de Chaillot), abrita le Secrétariat Général de l’organisation de 1959 à 1966, année durant laquelle la France quitte le commandement intégré de l'OTAN qui, dès lors, transféra son siège à Bruxelles, en Belgique.
Il fait 24 mètres de hauteur pour 85 m de longueur et a six étages.
Il comporte lors de son inauguration le 15 décembre 1959 un millier de bureaux, treize salles de conférence, quatre studios de radio et deux de télévision, un grand restaurant, un petit restaurant, une cafétéria, d'un parking souterrain pour 500 voitures et 100 scooters.
Le Luxembourg fournit 3 500 tonnes d'acier pour ce chantier, le marbre vient d'Italie, les fenêtres en aluminium de Belgique, le système d'air conditionné  des États-Unis, le système électronique (traduction simultanée, radio, télévision) des Pays-Bas, le standard téléphonique d'Allemagne de l'Ouest, les chaises en  teck laminé du Danemark, une mosaïque pour le restaurant est d'un artiste turque.
Quelques vestiges de l’organisation transatlantique subsistent encore : les étoiles sur les grilles, la devise « Animus in consulendo liber » dans la « salle des pas-perdus » ou encore la « salle Raymond Aron » qui a conservé la grande table en cercle. La grande salle du conseil est devenue le grand amphithéâtre (« A8 ») alors que la bibliothèque universitaire a remplacé la cantine avec vue sur le bois de Boulogne au sixième étage. Certains ordinateurs légués par l'OTAN ont ainsi été recyclés pour servir aux cours et les abris souterrains ont été transformés en salles d'archives.
En octobre 1994, une « nouvelle aile » est inaugurée par Jacques Chirac, maire de Paris, dans laquelle sont concentrées les activités de recherche, refermant ainsi le bâtiment dont la forme initiale qui rappelait un A majuscule,.
Il a été affecté en 1968-1969 à plusieurs établissements universitaires, dont le principal est l'université Paris IX créée par la réforme d'octobre 1968. Si l'IEP de Paris n'y a occupé des locaux que pendant quatre ans pour son année préparatoire (première année), l'Institut national des langues et civilisations orientales (INALCO) y a également occupé des locaux de 1969 à 2011 notamment pour ses départements de langues et cultures d'Asie orientale et l'École supérieure d'interprètes et de traducteurs jusqu'à son transfert au nouveau Campus Nation en 2022.
Les bâtiments sont depuis cette date occupés exclusivement par l'université Paris-Dauphine « membre fondateur » de l'université Paris Sciences et Lettres (PSL) depuis 2011.

## Filmographie
- 1969 : Le Cerveau de Gérard Oury (en tant que bâtiment de l'OTAN)
- 2001 : Tanguy d'Étienne Chatiliez (salles de cours de l'INALCO)

## Accès
Ce site est desservi par :
- la ligne 2 du métro station de métro : Porte Dauphine.
- la ligne C du RER : Avenue Foch.
- la ligne de bus PC1 : arrêt Porte Dauphine-Maréchal de Lattre de Tassigny.
- la ligne 3b du tramway : arrêt Porte Dauphine-Maréchal de Lattre de Tassigny